# Idiocerus couleanus
Idiocerus couleanus är en insektsart som beskrevs av Ball och Parker 1946. Idiocerus couleanus ingår i släktet Idiocerus och familjen dvärgstritar. Inga underarter finns listade i Catalogue of Life.